# Búrfell (kulle i Island, Austurland, lat 65,66, long -15,21)
Búrfell är en kulle i republiken Island. Den ligger i regionen Austurland, i den nordöstra delen av landet, 300 km nordost om huvudstaden Reykjavík. Toppen på Búrfell är 244 meter över havet.
Trakten runt Búrfell är nära nog obefolkad, med mindre än två invånare per kvadratkilometer. Det finns inga samhällen i närheten. Trakten runt Búrfell består i huvudsak av gräsmarker.